# Португалија на Светском првенству у атлетици на отвореном 2015.
Португалија је на Светском првенству у атлетици на отвореном 2015. одржаном у Пекингу од 22. до 30. августа, учествовала петнаести пут, односно учествовала је на свим првенствима до данас. Репрезентацију Португалије представљало је 16 такмичара (7 мушкараца и 9 жена) који су се такмичили у 11 дисциплина (6 мушке и 5 женске).,
На овом првенству Португалија је по броју освојених медаља делила 32. место са 1 освојеном медаљом (бронзана). Поред освојене медаље такмичари Португалије су оборили 1 лични рекорд и остварили 2 најбоља лична резултата сезоне. У табели успешности према броју и пласману такмичара који су учествовали у финалним такмичењима (првих 8 такмичара) Португалија је са 2 учесника у финалу делила 29 место са 11 бодова. На првенству је учествовало 206 земаља чланица ИААФ.
| Плас. | Земља       | 1. место | 2. место | 3. место | 4. место | 5. место | 6. место | 7. место | 8. место | Бр. финал. | Бод. |
| ----- | ----------- | -------- | -------- | -------- | -------- | -------- | -------- | -------- | -------- | ---------- | ---- |
| =29.  | Португалија | 0        | 0        | 1        | 1        | 0        | 0        | 0        | 0        | 2          | 11   |

## Учесници
| Мушкарци: - Јасалдес Насименто — 100 м - Елио Гомес — 1.500 м - Жоао Вијеира — ходање 20 км - Сержио Вијеира — ходање 20 км - Педро Исидро — ходање 50 км - Нелсон Евора — Троскок - Цанко Арнаудов — Бацање кугле | Жене: - Сара Мореира — 10.000 м - Ана Дулсе Феликс — 10.000 м - Филомена Коста — Маратон - Ана Кабесиња — ходање 20 км - Инес Енрикез — ходање 20 км - Вера Сантос — ходање 20 км - Патрисија Мамона — Троскок - Сузана Коста — Троскок - Ирина Родригес — Бацање диска |  |

## Освајачи медаља (1)

### Бронза (1)
- Нелсон Евора — Троскок

## Резултати

### Мушкарци
| Атлетичар         | Дисциплина   | Лични рекорд | Предтакмичење     | Предтакмичење     | Квалификације        | Квалификације | Полуфинале            | Полуфинале            | Финале                | Финале       | Детаљи                                      |
| Атлетичар         | Дисциплина   | Лични рекорд | Резултат          | Место             | Резултат             | Место         | Резултат              | Место                 | Резултат              | Место        | Детаљи                                      |
| ----------------- | ------------ | ------------ | ----------------- | ----------------- | -------------------- | ------------- | --------------------- | --------------------- | --------------------- | ------------ | ------------------------------------------- |
| Јасалдес Насимент | 100 м        | 10,16        | слободан          | слободан          | 10,29в               | 7. у гр. 6    | нису се квалификовали | нису се квалификовали | нису се квалификовали | 35 / 68 (71) |                                             |
| Елио Гомес        | 1.500 м      | 3:37,75      |                   |                   | 3:46,32              | 13. у гр. 3   | нису се квалификовали | нису се квалификовали | нису се квалификовали | 38 / 40 (41) | Архивирано на веб-сајту (18. новембар 2015) |
| Жоао Вијеира      | 20 км ходање | 1:20:09 НР   |                   |                   |                      |               |                       |                       | 1:25:49               | 36 / 50 (61) | Архивирано на веб-сајту (29. новембар 2015) |
| Сержио Вијеира    | 20 км ходање | 1:20:58      | није завршио трку | није завршио трку |                      |               |                       |                       |                       |              | Архивирано на веб-сајту (29. новембар 2015) |
| Педро Исидро      | 50 км ходање | 3:56:15      | 3:55:44 ЛР        | 21 / 38 (54)      |                      |               |                       |                       |                       |              |                                             |
| Нелсон Евора      | Троскок      | 17,70 НР     |                   |                   | 17,01 КВ             | 2. у гр. Б    |                       |                       | 17,52 ЛРС             |              | Архивирано на веб-сајту (29. август 2015)   |
| Цанко Арнаудов    | Бацање кугле | 21,06 НР     | 18,85             | 14. у гр. А       | није се квалификовао | 26 / 31       |                       |                       |                       |              |                                             |

### Жене
| Атлетичарка      | Дисциплина   | Лични рекорд | Квалификације | Квалификације | Полуфинале            | Полуфинале            | Финале                | Финале       | Детаљи |
| Атлетичарка      | Дисциплина   | Лични рекорд | Резултат      | Место         | Резултат              | Место                 | Резултат              | Место        | Детаљи |
| ---------------- | ------------ | ------------ | ------------- | ------------- | --------------------- | --------------------- | --------------------- | ------------ | ------ |
| Сара Мореира     | 10.000 м     | 31:12,93     |               |               |                       |                       | 32:06,14              | 12 / 25      |        |
| Ана Дулсе Феликс | 10.000 м     | 31:33,42     | 32:26,07      | 19 / 25       |                       |                       |                       |              |        |
| Филомена Коста   | Маратон      | 2:28:00      | 2:31:40       | 12 / 52 (67)  |                       |                       |                       |              |        |
| Ана Кабесиња     | 20 км ходање | 1:27:46      | 1:39:29       | 4 / 42 (50)   |                       |                       |                       |              |        |
| Инес Енрикез     | 20 км ходање | 1:29:30      | 1:34:47       | 23 / 42 (50)  |                       |                       |                       |              |        |
| Вера Сантос      | 20 км ходање | 1:28:02      | 1:34:01       | 21 / 42 (50)  |                       |                       |                       |              |        |
| Патрисија Мамона | Троскок      | 14,52 НР     | 13,74         | 8. у гр. А    |                       |                       | Није се квалификовала | 16 / 27 (28) |        |
| Сузана Коста     | Троскок      | 14,32        | без пласмана  | без пласмана  | Нису се квалификовале | Нису се квалификовале |                       |              |        |
| Ирина Родригес   | Бацање диска | 62,91        | без пласмана  | без пласмана  | Нису се квалификовале | Нису се квалификовале |                       |              |        |